# (340) Eduarda
(340) Eduarda est un astéroïde de la ceinture principale découvert par Max Wolf le 25 septembre 1892.
Il est nommé en l'honneur de l'astronome amateur allemand Heinrich Eduard von Lade.